# Enceinte de Rocroi
L'enceinte de Rocroi est un ancien ensemble de fortifications qui protégeait la ville de Rocroi entre le XVIe siècle et 1889. 

## Histoire

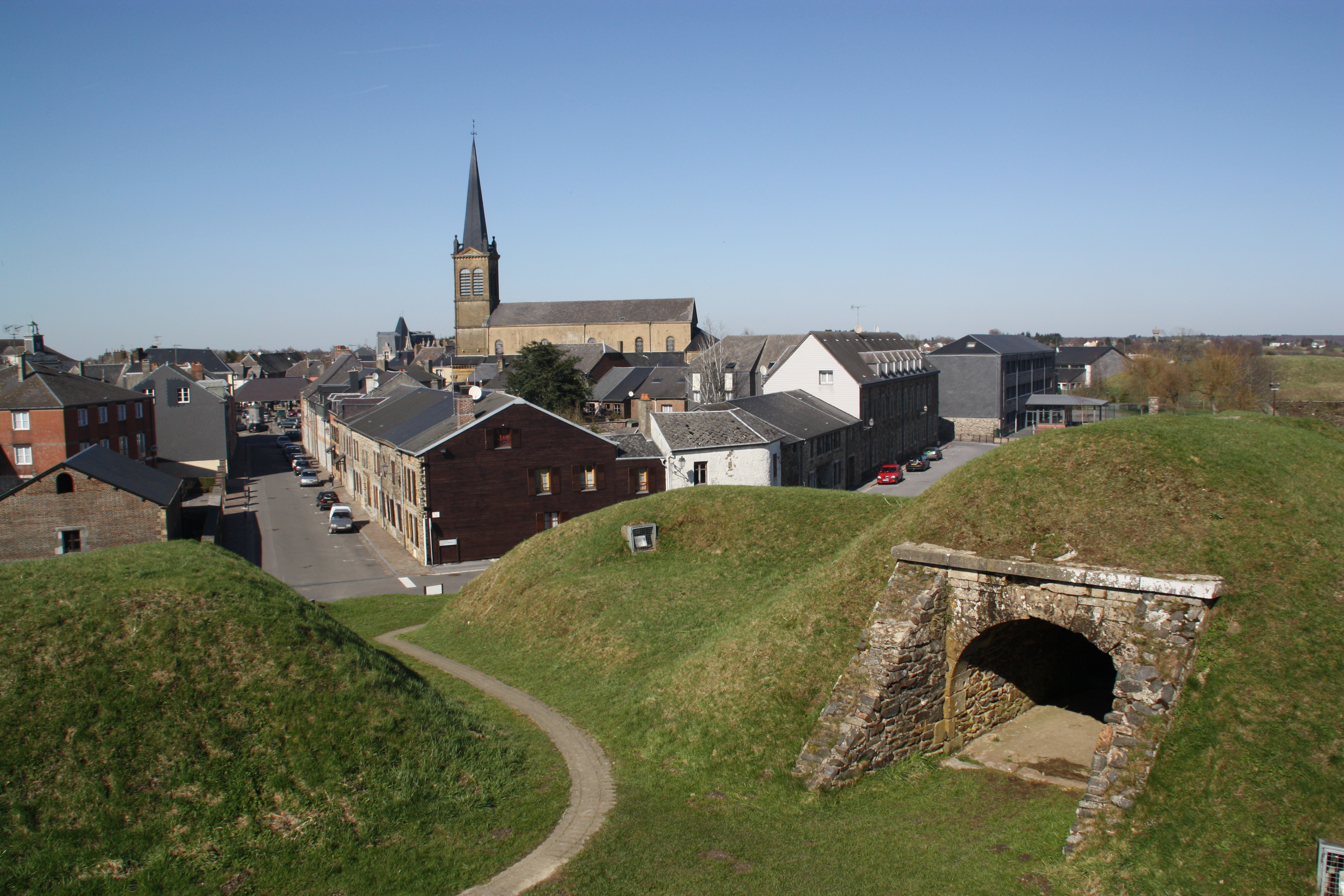
Le centre vu des remparts.

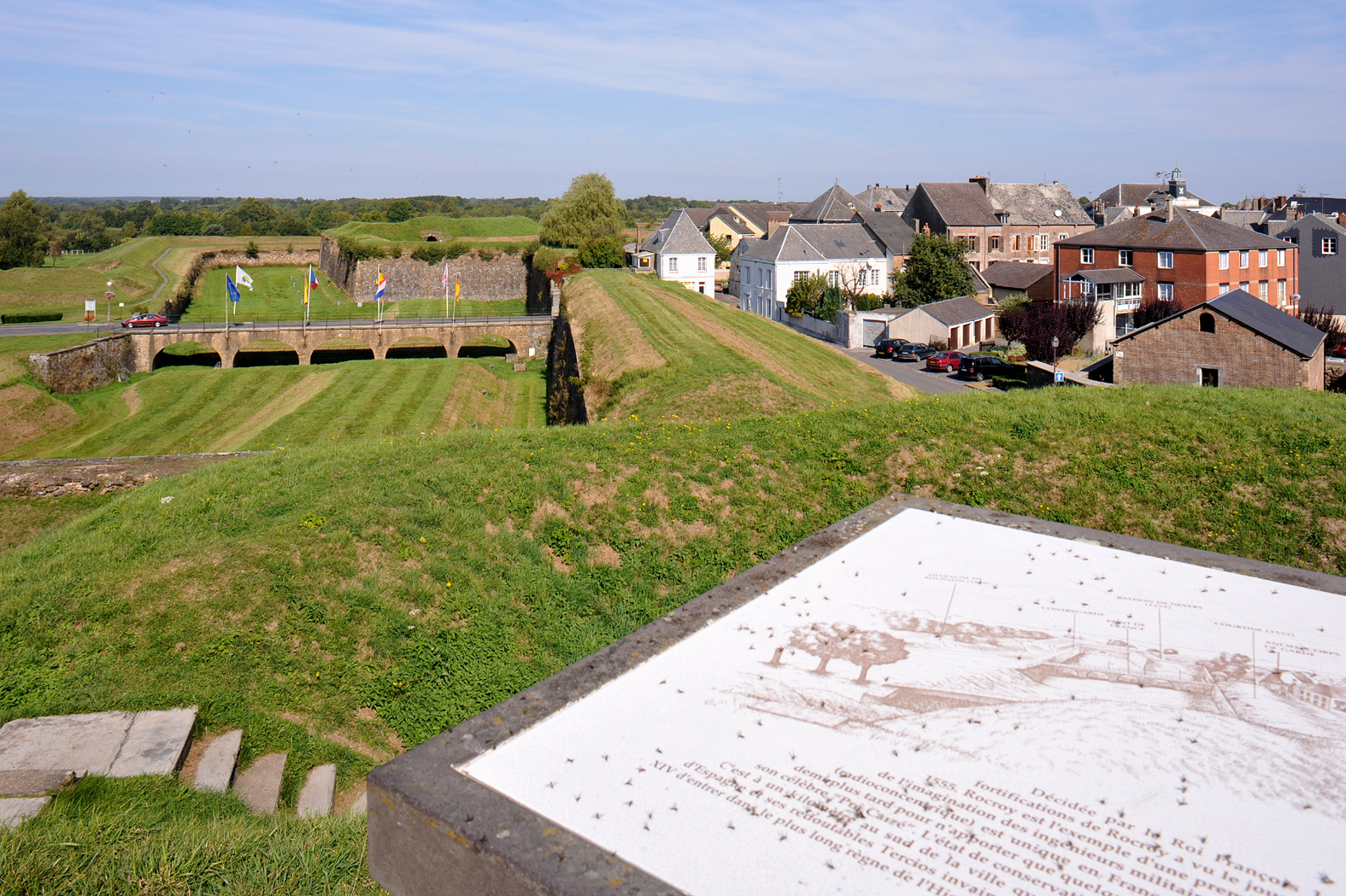
Le pont de France.

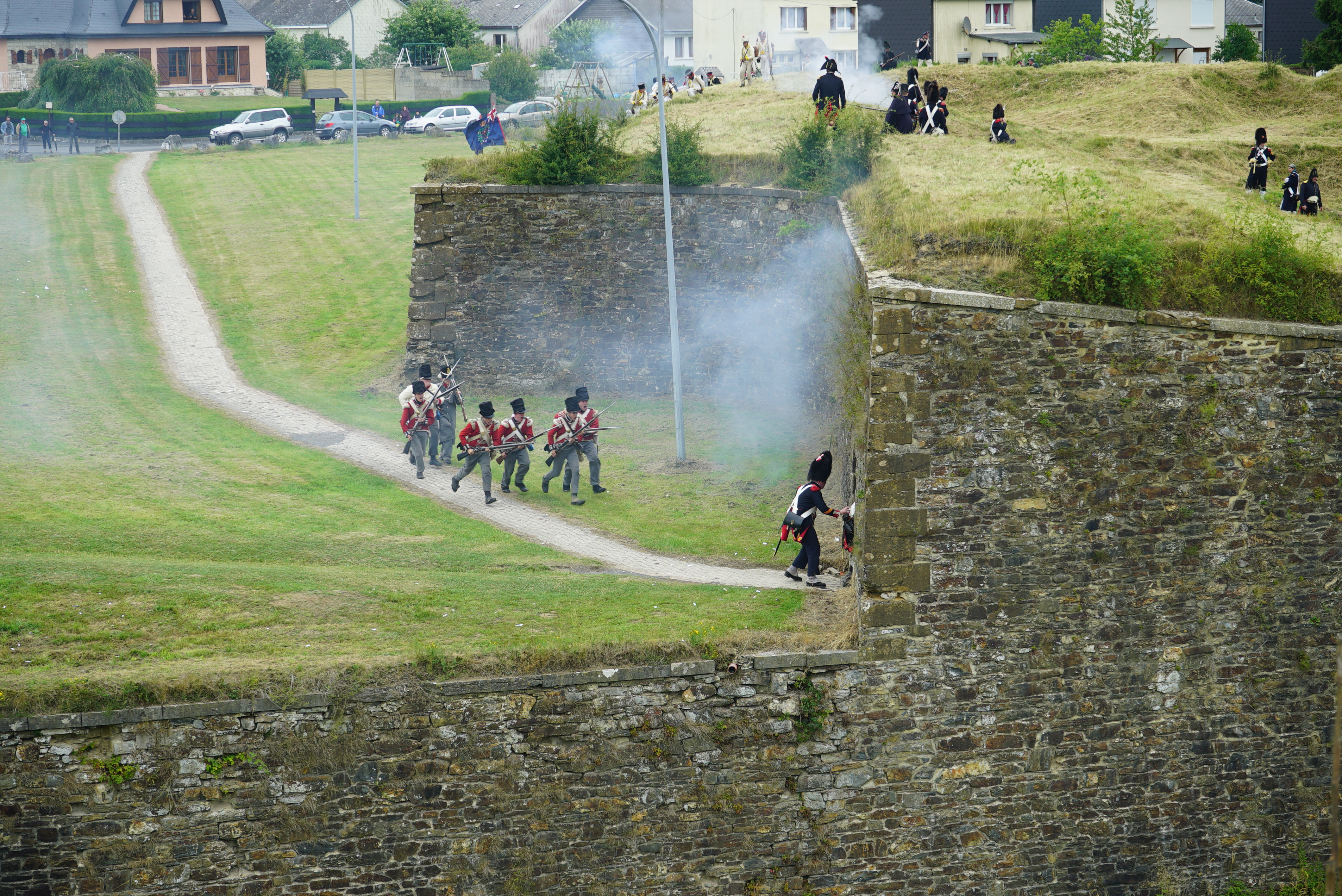
Juillet 2015, célébration du bicentenaire du siège de la ville par les Prussiens.

À la sortie de la guerre de Cent Ans, le pays ravagé par les bandes d'écorcheurs, le village de Rocroi est protégé par un large fossé rempli d'eau. Le village contrôlant la route reliant  Charleroi à Mézières va jouer un rôle dans la guerre opposant François Ier et Charles Quint.
Contrairement aux idées reçues, ces fortifications ont d'abord été construites avant l'intervention de Vauban, sous Henri II. Le choix du site a été fait par Martin du Bellay, envoyé par François Ier, en raison de son environnement marécageux qui empêcherait l'ennemi de venir y camper plus de 24 heures. C'est Henri II qui  fait bâtir la première enceinte de fortifications en 1555 pour protéger la frontière de Champagne contre les attaques espagnoles pouvant venir des forteresses de Chimay, Philippeville et Charlemont construites par Charles Quint. La place couvre Mariembourg que vient d'acquérir Henri II. 
La localité a été construite selon un plan radio-concentrique, en étoile, suivant les nouveaux principes de la fortification bastionnée, vraisemblablement par un architecte italien,. Au centre d'un pentagone, une place centrale, l'ancienne place d'armes, elle-même pentagonale est le point de départ de dix rues partant vers les remparts . Roger de Bussy-Rabutin décrit la place comme « un pentagone à cinq fronts, couverte et défendue de quatre gros boulevards garnis de leurs flancs, casemates et plattes-formes, et le vieil fort qui fait le cinquième ». Le vieux fort était un fortin construit en 1545 par François Ier et englobé dans les fortifications nouvelles. Son plan particulier l'a fait surnommer l'« étoile de mer pétrifiée ».
La construction est suivie par le maréchal de Bourdillon. Le contrat de 1555 indique que sa construction a été menée par un maître maçon de Senlis, Loys Lenthe. Les remparts sont rasants. Cette fortification n'est pas maçonnée. Rabutin précise que la population des bourgs ouverts situés à proximité s'est rapidement installée dans la nouvelle ville.
La forteresse est attaquée sans succès par les Espagnols en 1556 et 1559. François de Clèves, gouverneur de Champagne, fait rapidement terminer la place.
Pendant les guerres de Religion, la place a été prise par surprise par des troupes de Guillaume-Robert de La Marck, prince de Sedan, en 1586. Le duc de Guise réagit aussitôt en venant mettre le siège à la place qui se rend au bout de 36 jours,. Ce lieu fortifié est racheté par Louis XIII en 1614. Les courtines sont renforcées par l'ajout de cinq demi-lunes et le bastion du roi est retranché de la ville par un fossé pour en faire une citadelle. Les escarpes sont revêtues de maçonnerie.
C'est à une portée de canons qu'a eu lieu la bataille de Rocroi, le 19 mai 1643, où le duc d'Enghein, futur prince de Condé anéantit l'armée espagnole invaincue depuis un siècle. Mais en 1653, c'est ce même Condé qui reprend la place, pour le compte des Espagnols cette fois, et la garde jusqu'en 1660.
La place reste en première ligne pour la protection de la frontière jusqu'en 1888. Elle a été constamment adaptée. Vauban l’intègre dans la seconde ligne de son Pré carré malgré son avis sévère sur son plan qu'il exprime le 22 mars 1673 : « J'ai remarqué que les glacis ne sont rien moins que rayés du feu des demi-lunes et du corps de place, spécialement devant les grands angles dudit glacis où je ne crois pas qu'un homme à cheval peut estre veu au bas du glacis des pièces qui lui doivent commander. Le manquement provient en partye de la meschante manière de fortifier du passé ».
Ces fortifications sont légèrement remaniées par Vauban qui complète le dispositif de bastions et met en place les avancées et les demi-lunes de la deuxième ligne de fortifications.  Il fait construire, à l'intérieur des fortifications, un hôpital militaire, une poudrière, un arsenal, des casernes, un grand souterrain sous le bastion du roi et, sur la deuxième ligne de fortifications, un chemin couvert,. Ce travail nécessite de réquisitionner 500 hommes par semaine dans les 57 villages voisins par le système de la corvée.
Quatre flèches formant des lunettes avancées sont ajoutées en 1792. La ville est occupée par les troupes russes entre 1815 et 1818.
En 1832, on ajoute massivement de la terre sur les bastions pour former des cavaliers, des tenailles devant les courtines, des contregardes devant trois des bastions. En 1870, la place subit le feu allemand durant cinq heures mais se rend au moment où le commandant allemand s'apprête à lever le siège.
L'invention de l'obus-torpille entraîne le déclassement de la place en 1889.
Le bastion du Roy est classé au titre des monuments historiques depuis 1981, le reste des remparts étant inscrits depuis 1935.

## Ouverture au tourisme

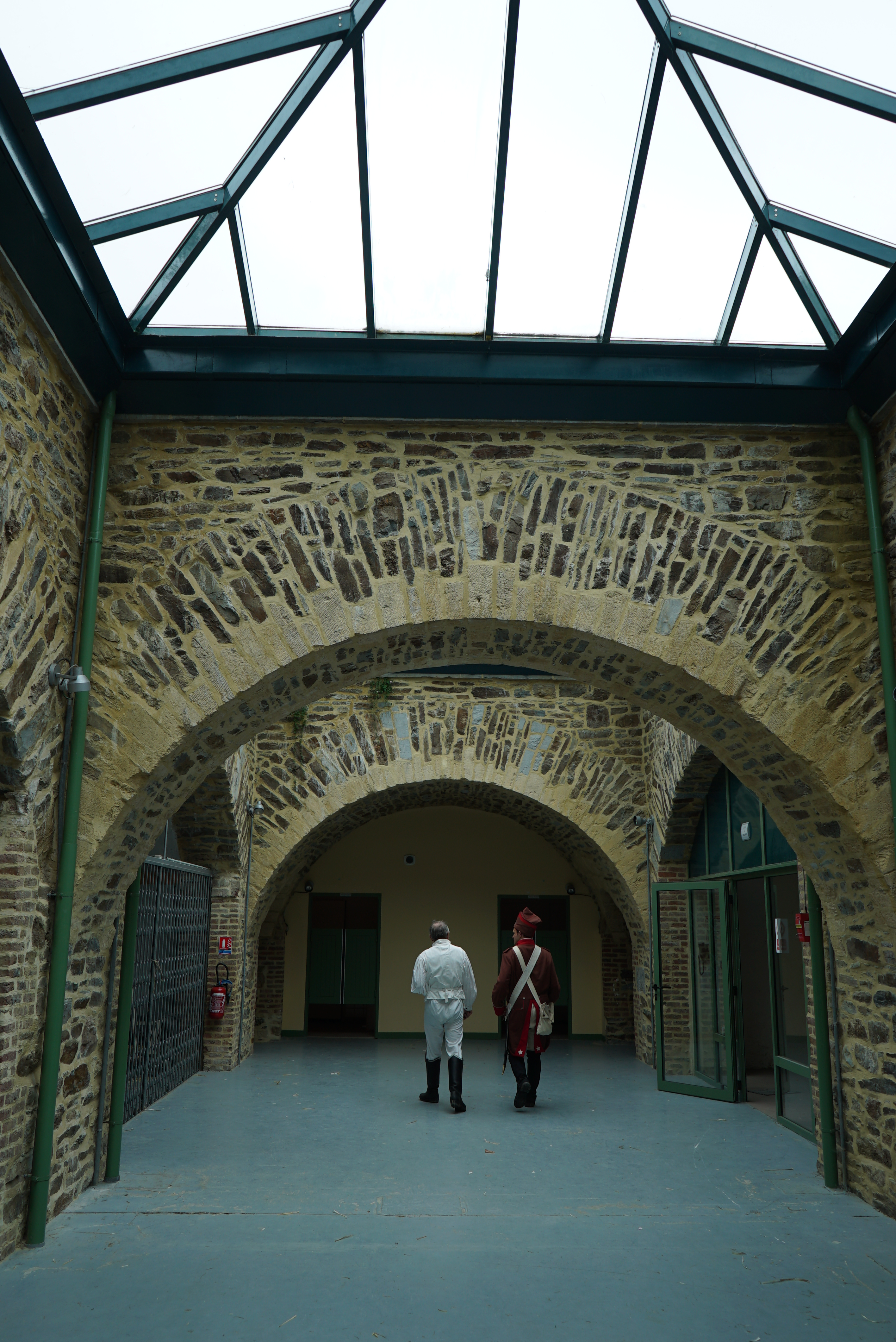
Bastion du Dauphin.
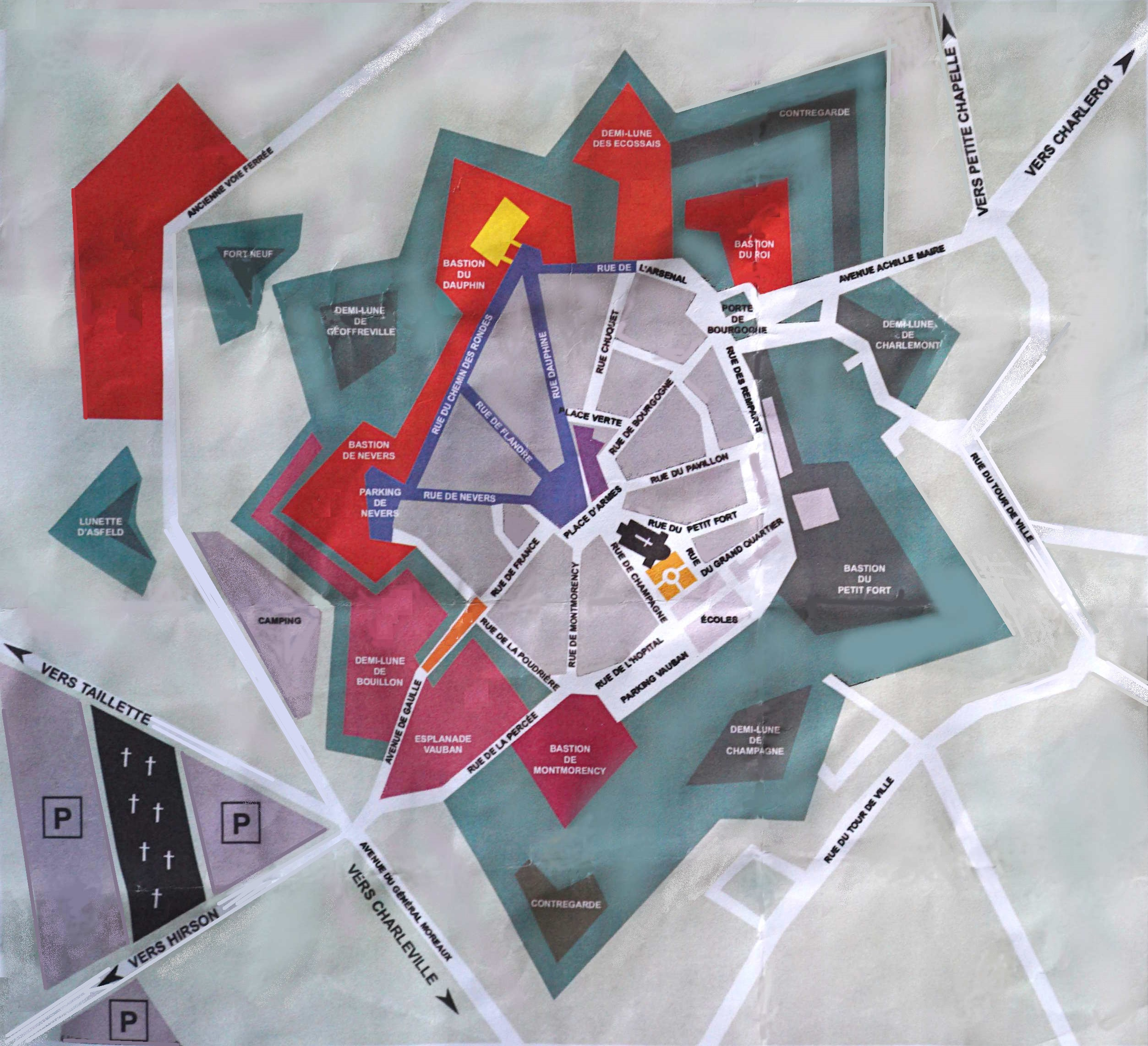
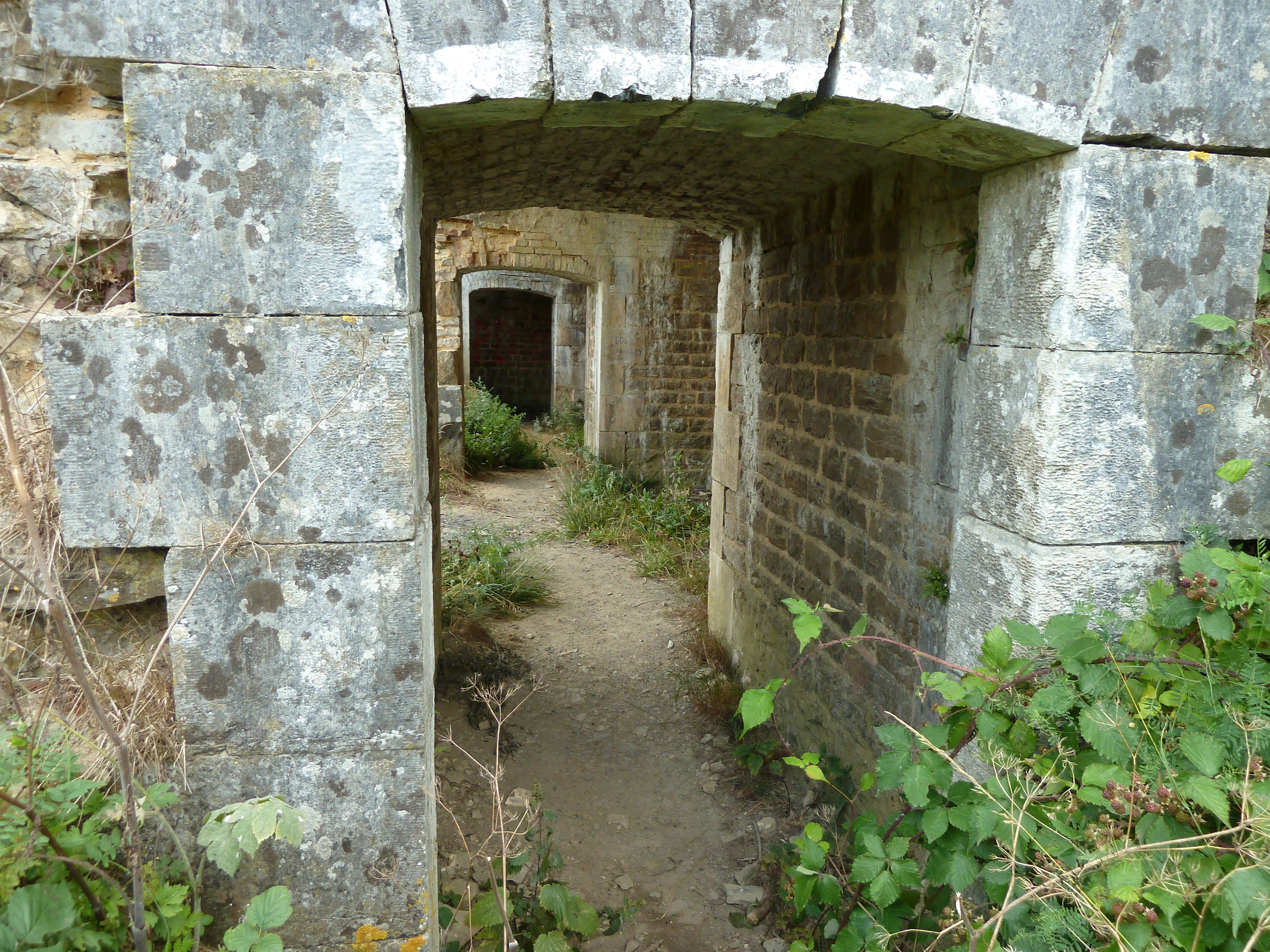

700 habitants de la ville de Rocroi vivent intra-muros, sur les 2500. 
Environ 35 000 à 40 000 touristes visitent les fortifications chaque année, et l'objectif de la ville de Rocroi est d'en attirer plus de 100 000 après la construction de l'Autoroute A304. La place centrale est en partie transformée en parking et en terrasses de restaurants. La municipalité a transformé la poudrière de Vauban en médiathèque, l'ancien hôpital militaire en lieu culturel et l'arsenal en logements sociaux, tout en leur conservant leur architecture.